# Els van Doesburg
Elisabeth (Els) van Doesburg, née le 24 mai 1989 à Soest (Pays-Bas), est une femme politique belgo-néerlandaise membre de la Nieuw-Vlaamse Alliantie (N-VA), parti nationaliste flamand. Depuis 2024, elle est députée au Parlement flamand et, depuis le 24 février 2025, bourgmestre faisant fonction d'Anvers.

## Biographie
Elisabeth van Doesburg est née le 24 mai 1989 à Soest dans une famille d'enseignants. Elle est en couple avec Peter De Roover, président de la Chambre des représentants avec qui elle a un fils.
Els van Doesburg a déménagé avec sa famille à 11 ans des Pays-Bas en Belgique. Elle a grandi à Schilde et a fait ses études secondaires au Collège Saint-Jean Berchmans à Westmalle.
Elle obtient en 2014 une maîtrise en sciences politiques et sociales à l'Université d'Anvers. D'octobre 2014 à mai 2021, elle est collaboratrice parlementaire pour le groupe N-VA à la Chambre des représentants, d'abord comme stagiaire de Zuhal Demir et ensuite de Peter De Roover.
Aux élections communales du 14 octobre 2018, van Doesburg est élue conseillère communale à Anvers. Le 31 mai 2021, elle succède à Fons Duchateau comme échevine chargée du Logement, de l’Urbanisme, de l’Environnement, des Soins de santé et de l’Aide aux personnes âgées. Le 2 janvier 2025, elle est de nouveau échevine chargée des Affaires sociales, de la Santé, des Soins aux seniors et de l’Entretien urbain et des Quartiers. Á son poste d'échevine, elle se signale en 2021 par la réussite de la campagne communale de vaccination lors de l'épidémie de Covid-19 et en menant à bien la fusion des hôpitaux de la ville d'Anvers.
Aux élections flamandes du 9 juin 2024, van Doesburg est élue députée au Parlement flamand.
Le 24 février 2025, elle devient bourgmestre faisant fonction d'Anvers prenant ainsi la succession de Bart De Wever à la tête de la métropole anversoise. De son échevinat, elle conserve toutefois les compétences sur la santé, la police, les services d'incendie et de secours. Pour se consacrer à son mayorat, elle annonce démissionner de son mandat de parlementaire flamande.
Au niveau de ses conceptions politiques, elle est conservatrice, opposée au mouvement Woke et remet en cause le féminisme, l’avortement et l’euthanasie.